# Маленька американка (фільм, 1917)
Маленька американка (англ. The Little American) — американська історична мелодрама режисера Сесіля Блаунта Де Мілля 1917 року.

## У ролях
- Мері Пікфорд — Анжела Мур
- Джек Голт — Карл фон Аустрайм
- Реймонд Гаттон — граф Жюль де Дестін
- Гобарт Босворт — німецький полковник
- Волтер Лонг — німецький капітан
- Джеймс Нілл — сенатор Джон Мур
- Бен Александр — Боббі Мур
- Гай Олівер — Фрідріх фон Аустрайм
- Едіт Чепман — місис фон Аустрайм